# Élections législatives de 2017 dans la Seine-Saint-Denis
Les élections législatives françaises de 2017 se sont déroulées les 11 et 18 juin 2017. Dans le département de la Seine-Saint-Denis, douze députés ont été élus dans le cadre de douze circonscriptions.

## Élus
| Circonscription                                 | Député sortant          | Parti | Parti | Député élu ou réélu     | Parti | Parti |
| ----------------------------------------------- | ----------------------- | ----- | ----- | ----------------------- | ----- | ----- |
| 1re                                             | Bruno Le Roux*          |       | PS    | Éric Coquerel           |       | FI    |
| 2e                                              | Mathieu Hanotin         |       | PS    | Stéphane Peu            |       | PCF   |
| 3e                                              | Michel Pajon*           |       | PS    | Patrice Anato           |       | LREM  |
| 4e                                              | Marie-George Buffet     |       | PCF   | Marie-George Buffet     |       | PCF   |
| 5e                                              | Jean-Christophe Lagarde |       | UDI   | Jean-Christophe Lagarde |       | UDI   |
| 6e                                              | Élisabeth Guigou        |       | PS    | Bastien Lachaud         |       | FI    |
| 7e                                              | Razzy Hammadi           |       | PS    | Alexis Corbière         |       | FI    |
| 8e                                              | Élisabeth Pochon        |       | PS    | Sylvie Charrière        |       | LREM  |
| 9e                                              | Claude Bartolone*       |       | PS    | Sabine Rubin            |       | FI    |
| 10e                                             | Daniel Goldberg         |       | PS    | Alain Ramadier          |       | LR    |
| 11e                                             | François Asensi*        |       | FI    | Clémentine Autain       |       | FI    |
| 12e                                             | Pascal Popelin*         |       | PS    | Stéphane Testé          |       | LREM  |
| * député sortant ne se représentant pas en 2017 |                         |       |       |                         |       |       |

## Rappel des résultats départementaux des élections de 2012
| Parti          | Parti                                       | Premier tour | Premier tour | Second tour | Second tour | Sièges |  |
| Parti          | Parti                                       | Voix         | %            | Voix        | %           | Sièges |  |
| -------------- | ------------------------------------------- | ------------ | ------------ | ----------- | ----------- | ------ |  |
|                | Parti socialiste                            | 126 961      | 35,46        | 164 219     | 57,25       | 9      |  |
|                | Europe Écologie Les Verts                   | 18 014       | 5,03         |             |             | 0      |  |
|                | Divers gauche dont MRC                      | 612          | 0,17         | 0           |             |        |  |
|                | Majorité présidentielle                     | 145 587      | 40,66        | 164 219     | 57,25       | 9      |  |
|                |                                             |              |              |             |             |        |  |
|                | Union pour un mouvement populaire           | 59 460       | 16,61        | 58 307      | 20,33       | 0      |  |
|                | Nouveau centre                              | 19 794       | 5,53         | 16 128      | 5,62        | 1      |  |
|                | Divers droite dont DLR et PCD               | 3 465        | 0,97         |             |             | 0      |  |
|                | Alliance centriste                          | 710          | 0,20         | 0           |             |        |  |
|                | Droite parlementaire                        | 83 429       | 23,30        | 74 435      | 25,95       | 1      |  |
|                |                                             |              |              |             |             |        |  |
|                | Front de gauche                             | 63 921       | 17,85        | 40 670      | 14,18       | 2      |  |
|                | Front national                              | 42 258       | 11,80        | 7 517       | 2,62        | 0      |  |
|                | Divers                                      | 7 698        | 2,15         |             |             | 0      |  |
|                | Extrême gauche dont LO, NPA et POI          | 6 600        | 1,84         | 0           |             |        |  |
|                | Mouvement démocrate                         | 4 535        | 1,27         | 0           |             |        |  |
|                | Divers écologiste dont LT-LNÉ, AÉI et Cap21 | 2 564        | 0,72         | 0           |             |        |  |
|                | Extrême droite                              | 1 460        | 0,41         | 0           |             |        |  |
|                |                                             |              |              |             |             |        |  |
| Inscrits       | Inscrits                                    | 741 205      | 100,00       | 741 900     | 100,00      | 12     |  |
| Abstentions    | Abstentions                                 | 377 548      | 50,94        | 424 569     | 57,23       |        |  |
| Votants        | Votants                                     | 363 657      | 49,06        | 317 331     | 42,77       |        |  |
| Blancs et nuls | Blancs et nuls                              | 5 605        | 1,54         | 30 490      | 9,61        |        |  |
| Exprimés       | Exprimés                                    | 358 052      | 98,46        | 286 841     | 90,39       |        |  |

## Résultats de l'élection présidentielle de 2017 par circonscription
| Circonscription | 1er tour | 1er tour | 1er tour | 1er tour  | 1er tour |         | 2d tour | 2d tour |
| Circonscription | Macron   | Le Pen   | Fillon   | Mélenchon | Hamon    | Macron  | Le Pen  |         |
| --------------- | -------- | -------- | -------- | --------- | -------- | ------- | ------- | ------- |
| Circonscription |          |          |          |           |          |         |         |         |
| 1re             | 25,21 %  | 9,72 %   | 10,35 %  | 38,41 %   | 9,79 %   | 84,18 % | 15,82 % |         |
| 2e              | 22,06 %  | 11,3 %   | 7,71 %   | 43,16 %   | 9,15 %   | 82,57 % | 17,43 % |         |
| 3e              | 28,51 %  | 14,14 %  | 16,36 %  | 25,29 %   | 7,56 %   | 77,28 % | 22,72 % |         |
| 4e              | 20,66 %  | 15,11 %  | 9,38 %   | 40,44 %   | 7,6 %    | 77,12 % | 22,88 % |         |
| 5e              | 22,37 %  | 16,42 %  | 11,15 %  | 36,24 %   | 6,43 %   | 75,25 % | 24,75 % |         |
| 6e              | 24,08 %  | 10,47 %  | 10,2 %   | 39,12 %   | 10,25 %  | 84,13 % | 15,87 % |         |
| 7e              | 24,75 %  | 8,81 %   | 8,84 %   | 40,12 %   | 11,67 %  | 86,15 % | 13,85 % |         |
| 8e              | 25,52 %  | 15,83 %  | 19,19 %  | 24,3 %    | 7,17 %   | 74,92 % | 25,08 % |         |
| 9e              | 24,54 %  | 11,25 %  | 13,03 %  | 34,35 %   | 10,21 %  | 82,16 % | 17,84 % |         |
| 10e             | 22,93 %  | 14,46 %  | 14,68 %  | 32 %      | 7,79 %   | 76,85 % | 23,15 % |         |
| 11e             | 22,82 %  | 16,28 %  | 10,78 %  | 35,9 %    | 6,4 %    | 75,27 % | 24,73 % |         |
| 12e             | 23,06 %  | 19,18 %  | 18,85 %  | 24,22 %   | 6,59 %   | 70,23 % | 29,77 % |         |

## Résultats

### Résultats à l'échelle du département
|                                                       |                                      |                           |                           |                          |                          |
|                                                       |                                      | Premier tour 11 juin 2017 | Premier tour 11 juin 2017 | Second tour 18 juin 2017 | Second tour 18 juin 2017 |
|                                                       |                                      |                           |                           |                          |                          |
|                                                       |                                      | Nombre                    | % des inscrits            | Nombre                   | % des inscrits           |
| Inscrits                                              | Inscrits                             | 768 560                   | 100,00                    | 768 469                  | 100,00                   |
| Abstentions                                           | Abstentions                          | 466 491                   | 60,70                     | 504 340                  | 65,63                    |
| Votants                                               | Votants                              | 302 069                   | 39,30                     | 264 129                  | 34,37                    |
|                                                       |                                      |                           | % des votants             |                          | % des votants            |
| Bulletins blancs                                      | Bulletins blancs                     | 5 274                     | 1,75                      | 16 744                   | 6,34                     |
| Bulletins nuls                                        | Bulletins nuls                       | 1 875                     | 0,62                      | 5 854                    | 2,22                     |
| Suffrages exprimés                                    | Suffrages exprimés                   | 241 531                   | 97,63                     | 241 531                  | 91,44                    |
|                                                       |                                      |                           |                           |                          |                          |
| Étiquette politique                                   | Étiquette politique                  | Voix                      | % des exprimés            | Voix                     | % des exprimés           |
|                                                       |                                      |                           |                           |                          |                          |
|                                                       | La République en marche              | 85 969                    | 29,15                     | 112 373                  | 46,53                    |
|                                                       | La France insoumise                  | 52 685                    | 17,86                     | 69 499                   | 28,77                    |
|                                                       | Front national                       | 27 621                    | 9,37                      |                          |                          |
|                                                       | Parti socialiste                     | 27 502                    | 9,33                      |                          |                          |
|                                                       | Les Républicains                     | 26 755                    | 9,07                      | 19 444                   | 8,05                     |
|                                                       | Parti communiste français            | 20 318                    | 6,89                      | 18 427                   | 7,63                     |
|                                                       | Union des démocrates et indépendants | 16 329                    | 5,54                      | 21 788                   | 9,02                     |
|                                                       | Europe Écologie Les Verts            | 10 675                    | 3,53                      |                          |                          |
|                                                       | Divers                               | 9 490                     | 3,22                      |                          |                          |
|                                                       | Extrême gauche                       | 4 558                     | 1,55                      |                          |                          |
|                                                       | Écologiste                           | 3 733                     | 1,24                      |                          |                          |
|                                                       | Parti radical de gauche              | 3 320                     | 1,13                      |                          |                          |
|                                                       | Divers gauche                        | 3 214                     | 1,09                      |                          |                          |
|                                                       | Debout la France                     | 2 531                     | 0,86                      |                          |                          |
|                                                       | Divers droite                        | 220                       | 0,07                      |                          |                          |
| Source : Ministère de l'Intérieur - Seine-Saint-Denis |                                      |                           |                           |                          |                          |

### Résultats par circonscription

#### Première circonscription
Député sortant : Bruno Le Roux (Parti socialiste).
|                                                                                      |                                                                               |                           |                           |                          |                          |
|                                                                                      |                                                                               | Premier tour 11 juin 2017 | Premier tour 11 juin 2017 | Second tour 18 juin 2017 | Second tour 18 juin 2017 |
|                                                                                      |                                                                               |                           |                           |                          |                          |
|                                                                                      |                                                                               | Nombre                    | % des inscrits            | Nombre                   | % des inscrits           |
| Inscrits                                                                             | Inscrits                                                                      | 61 803                    | 100,00                    | 61 804                   | 100,00                   |
| Abstentions                                                                          | Abstentions                                                                   | 38 945                    | 63,01                     | 41 892                   | 67,78                    |
| Votants                                                                              | Votants                                                                       | 22 858                    | 36,99                     | 19 912                   | 32,22                    |
|                                                                                      |                                                                               |                           | % des votants             |                          | % des votants            |
| Bulletins blancs                                                                     | Bulletins blancs                                                              | 318                       | 1,39                      | 865                      | 4,34                     |
| Bulletins nuls                                                                       | Bulletins nuls                                                                | 164                       | 0,72                      | 505                      | 2,53                     |
| Suffrages exprimés                                                                   | Suffrages exprimés                                                            | 22 376                    | 97,89                     | 18 542                   | 93,12                    |
|                                                                                      |                                                                               |                           |                           |                          |                          |
| Candidat Étiquette politique (partis et alliances)                                   | Candidat Étiquette politique (partis et alliances)                            | Voix                      | % des exprimés            | Voix                     | % des exprimés           |
|                                                                                      |                                                                               |                           |                           |                          |                          |
|                                                                                      | Sébastien Ménard La République en marche                                      | 7 136                     | 31,89                     | 8 951                    | 48,28                    |
|                                                                                      | Éric Coquerel La France insoumise                                             | 4 256                     | 19,02                     | 9 591                    | 51,72                    |
|                                                                                      | Marina Venturini Les Républicains (Union des démocrates et indépendants)      | 2 834                     | 12,67                     |                          |                          |
|                                                                                      | Yannick Trigance (député sortant) Parti socialiste                            | 2 113                     | 9,44                      |                          |                          |
|                                                                                      | Frédéric Durand Parti communiste français                                     | 1 693                     | 7,57                      |                          |                          |
|                                                                                      | Gérard Levental Front national                                                | 1 327                     | 5,93                      |                          |                          |
|                                                                                      | Dina Deffairi-Saissac Europe Écologie Les Verts                               | 854                       | 3,82                      |                          |                          |
|                                                                                      | Bocar Niane Divers                                                            | 472                       | 2,11                      |                          |                          |
|                                                                                      | Samir Laidi Divers                                                            | 242                       | 1,08                      |                          |                          |
|                                                                                      | Anne-Laure Chaudon Lutte ouvrière                                             | 202                       | 0,90                      |                          |                          |
|                                                                                      | Kamel Bessaha Divers (Union populaire républicaine)                           | 201                       | 0,90                      |                          |                          |
|                                                                                      | Lorenzo de La Rochefoucauld Divers                                            | 166                       | 0,74                      |                          |                          |
|                                                                                      | Nadia Bouarissa Divers (Parti du vote blanc)                                  | 146                       | 0,65                      |                          |                          |
|                                                                                      | Rachid Lounes Écologiste (Confédération pour l'homme, l'animal et la planète) | 134                       | 0,60                      |                          |                          |
|                                                                                      | Mohamed Bentahar Divers                                                       | 128                       | 0,57                      |                          |                          |
|                                                                                      | Willène Pilate Écologiste (Parti animaliste)                                  | 124                       | 0,55                      |                          |                          |
|                                                                                      | Stéphane Lobbé Divers                                                         | 116                       | 0,52                      |                          |                          |
|                                                                                      | Élise Lecoq Extrême gauche (Nouveau Parti anticapitaliste)                    | 98                        | 0,44                      |                          |                          |
|                                                                                      | Patrick d'Hondt Écologiste (Mouvement 100 %)                                  | 52                        | 0,23                      |                          |                          |
|                                                                                      | Jonathan Wilson Extrême gauche (Parti ouvrier indépendant démocratique)       | 48                        | 0,21                      |                          |                          |
|                                                                                      | Mariz Lechesne Divers                                                         | 34                        | 0,15                      |                          |                          |
| Source : Ministère de l'Intérieur - Première circonscription de la Seine-Saint-Denis |                                                                               |                           |                           |                          |                          |

#### Deuxième circonscription
Député sortant : Mathieu Hanotin (Parti socialiste).
|                                                                                      |                                                                        |                           |                           |                          |                          |
|                                                                                      |                                                                        | Premier tour 11 juin 2017 | Premier tour 11 juin 2017 | Second tour 18 juin 2017 | Second tour 18 juin 2017 |
|                                                                                      |                                                                        |                           |                           |                          |                          |
|                                                                                      |                                                                        | Nombre                    | % des inscrits            | Nombre                   | % des inscrits           |
| Inscrits                                                                             | Inscrits                                                               | 54 142                    | 100,00                    | 54 143                   | 100,00                   |
| Abstentions                                                                          | Abstentions                                                            | 36 291                    | 67,03                     | 38 158                   | 70,48                    |
| Votants                                                                              | Votants                                                                | 17 851                    | 32,97                     | 15 985                   | 29,52                    |
|                                                                                      |                                                                        |                           | % des votants             |                          | % des votants            |
| Bulletins blancs                                                                     | Bulletins blancs                                                       | 381                       | 2,13                      | 929                      | 5,81                     |
| Bulletins nuls                                                                       | Bulletins nuls                                                         | 190                       | 1,06                      | 372                      | 2,33                     |
| Suffrages exprimés                                                                   | Suffrages exprimés                                                     | 17 280                    | 96,80                     | 14 684                   | 91,86                    |
|                                                                                      |                                                                        |                           |                           |                          |                          |
| Candidat Étiquette politique (partis et alliances)                                   | Candidat Étiquette politique (partis et alliances)                     | Voix                      | % des exprimés            | Voix                     | % des exprimés           |
|                                                                                      |                                                                        |                           |                           |                          |                          |
|                                                                                      | Stéphane Peu Parti communiste français - La France insoumise,          | 4 785                     | 27,69                     | 8 501                    | 57,89                    |
|                                                                                      | Véronique Avril La République en marche                                | 3 575                     | 20,69                     | 6 183                    | 42,11                    |
|                                                                                      | Mathieu Hanotin (député sortant) Parti socialiste                      | 3 323                     | 19,23                     |                          |                          |
|                                                                                      | Estelle Arnal Front national                                           | 1 363                     | 7,89                      |                          |                          |
|                                                                                      | Hayette Hamidi Les Républicains (Union des démocrates et indépendants) | 1 171                     | 6,78                      |                          |                          |
|                                                                                      | Laurent Servières Europe Écologie Les Verts                            | 694                       | 4,02                      |                          |                          |
|                                                                                      | Dieunor Excellent Divers                                               | 598                       | 3,46                      |                          |                          |
|                                                                                      | Philippe Caro Divers gauche                                            | 339                       | 1,96                      |                          |                          |
|                                                                                      | Mossaab Ouertatani Divers (Français et musulmans)                      | 304                       | 1,76                      |                          |                          |
|                                                                                      | Philippe Jullien Lutte ouvrière                                        | 222                       | 1,28                      |                          |                          |
|                                                                                      | Kamal El Mahouti Écologiste (Mouvement 100 % - Cap démocratie)         | 206                       | 1,19                      |                          |                          |
|                                                                                      | Catherine Billard Extrême gauche (Nouveau Parti anticapitaliste)       | 199                       | 1,15                      |                          |                          |
|                                                                                      | Jérôme Sinpaseuth Divers gauche                                        | 195                       | 1,13                      |                          |                          |
|                                                                                      | Martine Decius Divers (Union populaire républicaine)                   | 163                       | 0,94                      |                          |                          |
|                                                                                      | Bekhan Yagoulbaev Debout la France                                     | 112                       | 0,65                      |                          |                          |
|                                                                                      | Alicia Level Divers (Allons enfants !)                                 | 31                        | 0,18                      |                          |                          |
|                                                                                      | Abdel Hocini Divers                                                    | 0                         | 0,00                      |                          |                          |
|                                                                                      | Vesna Scekic Union des démocrates et indépendants                      | 0                         | 0,00                      |                          |                          |
|                                                                                      | Nadir Nini Divers                                                      | 0                         | 0,00                      |                          |                          |
| Source : Ministère de l'Intérieur - Deuxième circonscription de la Seine-Saint-Denis |                                                                        |                           |                           |                          |                          |

#### Troisième circonscription
Député sortant : Michel Pajon (Parti socialiste).
|                                                                                       |                                                                                 |                           |                           |                          |                          |
|                                                                                       |                                                                                 | Premier tour 11 juin 2017 | Premier tour 11 juin 2017 | Second tour 18 juin 2017 | Second tour 18 juin 2017 |
|                                                                                       |                                                                                 |                           |                           |                          |                          |
|                                                                                       |                                                                                 | Nombre                    | % des inscrits            | Nombre                   | % des inscrits           |
| Inscrits                                                                              | Inscrits                                                                        | 72 572                    | 100,00                    | 72 572                   | 100,00                   |
| Abstentions                                                                           | Abstentions                                                                     | 40 680                    | 56,05                     | 44 714                   | 61,61                    |
| Votants                                                                               | Votants                                                                         | 31 892                    | 43,95                     | 27 858                   | 38,39                    |
|                                                                                       |                                                                                 |                           | % des votants             |                          | % des votants            |
| Bulletins blancs                                                                      | Bulletins blancs                                                                | 537                       | 1,68                      | 1 673                    | 6,01                     |
| Bulletins nuls                                                                        | Bulletins nuls                                                                  | 186                       | 0,58                      | 616                      | 2,23                     |
| Suffrages exprimés                                                                    | Suffrages exprimés                                                              | 31 169                    | 97,73                     | 25 569                   | 91,77                    |
|                                                                                       |                                                                                 |                           |                           |                          |                          |
| Candidat Étiquette politique (partis et alliances)                                    | Candidat Étiquette politique (partis et alliances)                              | Voix                      | % des exprimés            | Voix                     | % des exprimés           |
|                                                                                       |                                                                                 |                           |                           |                          |                          |
|                                                                                       | Patrice Anato La République en marche                                           | 12 369                    | 39,68                     | 14 598                   | 57,09                    |
|                                                                                       | Dominique Delaunay La France insoumise                                          | 4 669                     | 14,98                     | 10 971                   | 42,91                    |
|                                                                                       | Zartoshte Bakhtiari Les Républicains (Union des démocrates et indépendants)     | 3 818                     | 12,25                     |                          |                          |
|                                                                                       | Patrice Vella Front national                                                    | 3 001                     | 9,63                      |                          |                          |
|                                                                                       | Emmanuelle Cosse Parti radical de gauche (Parti écologiste - Parti socialiste)  | 2 952                     | 9,47                      |                          |                          |
|                                                                                       | Éric Manfredi Europe Écologie Les Verts                                         | 1 150                     | 3,69                      |                          |                          |
|                                                                                       | Chrystelle Ferrier Debout la France                                             | 792                       | 2,54                      |                          |                          |
|                                                                                       | Marie-Claire Lafon Parti communiste français                                    | 780                       | 2,50                      |                          |                          |
|                                                                                       | Louise Ben Mami Écologiste (Confédération pour l'homme, l'animal et la planète) | 485                       | 1,56                      |                          |                          |
|                                                                                       | Ivan Buisson Divers (Union populaire républicaine)                              | 335                       | 1,07                      |                          |                          |
|                                                                                       | Corinne Tixier Écologiste (Mouvement 100 %)                                     | 254                       | 0,81                      |                          |                          |
|                                                                                       | Maëlle Gaucherand Lutte ouvrière                                                | 245                       | 0,79                      |                          |                          |
|                                                                                       | Janine Maurice-Bellay Divers                                                    | 216                       | 0,69                      |                          |                          |
|                                                                                       | Maurice Stobnicer Extrême gauche (Parti ouvrier indépendant démocratique)       | 103                       | 0,33                      |                          |                          |
| Source : Ministère de l'Intérieur - Troisième circonscription de la Seine-Saint-Denis |                                                                                 |                           |                           |                          |                          |

#### Quatrième circonscription
Député sortant : Marie-George Buffet (Parti communiste français).
|                                                                                       |                                                                                        |                           |                           |                          |                          |
|                                                                                       |                                                                                        | Premier tour 11 juin 2017 | Premier tour 11 juin 2017 | Second tour 18 juin 2017 | Second tour 18 juin 2017 |
|                                                                                       |                                                                                        |                           |                           |                          |                          |
|                                                                                       |                                                                                        | Nombre                    | % des inscrits            | Nombre                   | % des inscrits           |
| Inscrits                                                                              | Inscrits                                                                               | 60 977                    | 100,00                    | 60 977                   | 100,00                   |
| Abstentions                                                                           | Abstentions                                                                            | 40 716                    | 66,77                     | 42 913                   | 70,38                    |
| Votants                                                                               | Votants                                                                                | 20 261                    | 33,23                     | 18 064                   | 29,62                    |
|                                                                                       |                                                                                        |                           | % des votants             |                          | % des votants            |
| Bulletins blancs                                                                      | Bulletins blancs                                                                       | 527                       | 2,60                      | 1 066                    | 5,90                     |
| Bulletins nuls                                                                        | Bulletins nuls                                                                         | 138                       | 0,68                      | 349                      | 1,93                     |
| Suffrages exprimés                                                                    | Suffrages exprimés                                                                     | 19 596                    | 96,72                     | 16 649                   | 92,17                    |
|                                                                                       |                                                                                        |                           |                           |                          |                          |
| Candidat Étiquette politique (partis et alliances)                                    | Candidat Étiquette politique (partis et alliances)                                     | Voix                      | % des exprimés            | Voix                     | % des exprimés           |
|                                                                                       |                                                                                        |                           |                           |                          |                          |
|                                                                                       | Marie-George Buffet (députée sortante) Parti communiste français (La France insoumise) | 6 428                     | 32,80                     | 9 926                    | 59,62                    |
|                                                                                       | Prisca Thévenot La République en marche                                                | 4 939                     | 25,20                     | 6 723                    | 40,38                    |
|                                                                                       | Christine Cerrigone Les Républicains (Union des démocrates et indépendants)            | 3 434                     | 17,52                     |                          |                          |
|                                                                                       | Gilles Clavel Front national                                                           | 2 029                     | 10,35                     |                          |                          |
|                                                                                       | Najia Amzal Parti socialiste                                                           | 1 300                     | 6,63                      |                          |                          |
|                                                                                       | Nabiha Rezkalla Europe Écologie Les Verts                                              | 556                       | 2,84                      |                          |                          |
|                                                                                       | Serge Fournet Lutte ouvrière                                                           | 252                       | 1,29                      |                          |                          |
|                                                                                       | Lahcène Charrouf Divers                                                                | 241                       | 1,23                      |                          |                          |
|                                                                                       | Nicolas Bresteau Divers (Union populaire républicaine)                                 | 228                       | 1,16                      |                          |                          |
|                                                                                       | Alain Bozaric Écologiste (Alliance écologiste indépendante)                            | 189                       | 0,96                      |                          |                          |
| Source : Ministère de l'Intérieur - Quatrième circonscription de la Seine-Saint-Denis |                                                                                        |                           |                           |                          |                          |

#### Cinquième circonscription
Député sortant : Jean-Christophe Lagarde (Union des démocrates et indépendants).
|                                                                                       |                                                                                                  |                           |                           |                          |                          |
|                                                                                       |                                                                                                  | Premier tour 11 juin 2017 | Premier tour 11 juin 2017 | Second tour 18 juin 2017 | Second tour 18 juin 2017 |
|                                                                                       |                                                                                                  |                           |                           |                          |                          |
|                                                                                       |                                                                                                  | Nombre                    | % des inscrits            | Nombre                   | % des inscrits           |
| Inscrits                                                                              | Inscrits                                                                                         | 63 847                    | 100,00                    | 63 848                   | 100,00                   |
| Abstentions                                                                           | Abstentions                                                                                      | 39 437                    | 61,77                     | 42 323                   | 66,29                    |
| Votants                                                                               | Votants                                                                                          | 24 410                    | 38,23                     | 21 525                   | 33,71                    |
|                                                                                       |                                                                                                  |                           | % des votants             |                          | % des votants            |
| Bulletins blancs                                                                      | Bulletins blancs                                                                                 | 431                       | 1,77                      | 1 615                    | 7,50                     |
| Bulletins nuls                                                                        | Bulletins nuls                                                                                   | 200                       | 0,82                      | 627                      | 2,92                     |
| Suffrages exprimés                                                                    | Suffrages exprimés                                                                               | 23 779                    | 97,41                     | 19 283                   | 89,58                    |
|                                                                                       |                                                                                                  |                           |                           |                          |                          |
| Candidat Étiquette politique (partis et alliances)                                    | Candidat Étiquette politique (partis et alliances)                                               | Voix                      | % des exprimés            | Voix                     | % des exprimés           |
|                                                                                       |                                                                                                  |                           |                           |                          |                          |
|                                                                                       | Jean-Christophe Lagarde (député sortant) Union des démocrates et indépendants (Les Républicains) | 8 691                     | 36,55                     | 12 746                   | 66,10                    |
|                                                                                       | Malika Maalem-Chibane La République en marche                                                    | 4 629                     | 19,47                     | 6 537                    | 33,90                    |
|                                                                                       | Ugo Portier La France insoumise                                                                  | 3 325                     | 13,98                     |                          |                          |
|                                                                                       | Abdel Sadi Parti communiste français                                                             | 2 494                     | 10,49                     |                          |                          |
|                                                                                       | Jean-François Périer Front national                                                              | 2 186                     | 9,19                      |                          |                          |
|                                                                                       | Valérie Mery Parti socialiste                                                                    | 551                       | 2,32                      |                          |                          |
|                                                                                       | Fatimata Sy Europe Écologie Les Verts                                                            | 478                       | 2,01                      |                          |                          |
|                                                                                       | Habib Babindamana Divers (Mouvement progressiste indépendant)                                    | 377                       | 1,59                      |                          |                          |
|                                                                                       | Hanan Zahouani Divers (Français et musulmans)                                                    | 347                       | 1,46                      |                          |                          |
|                                                                                       | Denis Lazarowicz Debout la France                                                                | 229                       | 0,96                      |                          |                          |
|                                                                                       | Rodolphe Feger Lutte ouvrière                                                                    | 191                       | 0,80                      |                          |                          |
|                                                                                       | Morad Kemeche Divers (Union populaire républicaine)                                              | 142                       | 0,60                      |                          |                          |
|                                                                                       | Jean-Michel Antonin Écologiste (Mouvement 100 %)                                                 | 78                        | 0,33                      |                          |                          |
|                                                                                       | Frédéric Perrod Divers (Parti pirate)                                                            | 54                        | 0,23                      |                          |                          |
|                                                                                       | Mouhammad El Jabbari Divers                                                                      | 7                         | 0,03                      |                          |                          |
| Source : Ministère de l'Intérieur - Cinquième circonscription de la Seine-Saint-Denis |                                                                                                  |                           |                           |                          |                          |

#### Sixième circonscription
Député sortant : Élisabeth Guigou (Parti socialiste).
|                                                                                     |                                                                         |                           |                           |                          |                          |
|                                                                                     |                                                                         | Premier tour 11 juin 2017 | Premier tour 11 juin 2017 | Second tour 18 juin 2017 | Second tour 18 juin 2017 |
|                                                                                     |                                                                         |                           |                           |                          |                          |
|                                                                                     |                                                                         | Nombre                    | % des inscrits            | Nombre                   | % des inscrits           |
| Inscrits                                                                            | Inscrits                                                                | 52 594                    | 100,00                    | 52 593                   | 100,00                   |
| Abstentions                                                                         | Abstentions                                                             | 32 701                    | 62,18                     | 34 666                   | 65,91                    |
| Votants                                                                             | Votants                                                                 | 19 893                    | 37,82                     | 17 927                   | 34,09                    |
|                                                                                     |                                                                         |                           | % des votants             |                          | % des votants            |
| Bulletins blancs                                                                    | Bulletins blancs                                                        | 327                       | 1,64                      | 861                      | 4,80                     |
| Bulletins nuls                                                                      | Bulletins nuls                                                          | 155                       | 0,78                      | 348                      | 1,94                     |
| Suffrages exprimés                                                                  | Suffrages exprimés                                                      | 19 411                    | 97,58                     | 16 718                   | 93,26                    |
|                                                                                     |                                                                         |                           |                           |                          |                          |
| Candidat Étiquette politique (partis et alliances)                                  | Candidat Étiquette politique (partis et alliances)                      | Voix                      | % des exprimés            | Voix                     | % des exprimés           |
|                                                                                     |                                                                         |                           |                           |                          |                          |
|                                                                                     | Alexandre Aïdara La République en marche                                | 5 304                     | 27,32                     | 7 522                    | 44,99                    |
|                                                                                     | Bastien Lachaud La France insoumise                                     | 3 756                     | 19,35                     | 9 196                    | 55,01                    |
|                                                                                     | Élisabeth Guigou (députée sortante) Parti socialiste                    | 3 453                     | 17,79                     |                          |                          |
|                                                                                     | Patrick Le Hyaric Parti communiste français                             | 1 701                     | 8,76                      |                          |                          |
|                                                                                     | Line Valles Front national                                              | 1 437                     | 7,40                      |                          |                          |
|                                                                                     | Karine Franclet Union des démocrates et indépendants (Les Républicains) | 1 315                     | 6,77                      |                          |                          |
|                                                                                     | Nadia Azoug Europe Écologie Les Verts                                   | 940                       | 4,84                      |                          |                          |
|                                                                                     | Nathalie Arthaud Lutte ouvrière                                         | 517                       | 2,66                      |                          |                          |
|                                                                                     | Florie Marie Divers (Parti pirate)                                      | 230                       | 1,18                      |                          |                          |
|                                                                                     | Karima Rabouhi Divers (Union populaire républicaine)                    | 211                       | 1,09                      |                          |                          |
|                                                                                     | Philippe Milia Divers gauche                                            | 171                       | 0,88                      |                          |                          |
|                                                                                     | Caroline Fons-Battesti Écologiste (Alliance écologiste indépendante)    | 168                       | 0,87                      |                          |                          |
|                                                                                     | Christophe Mendes Divers droite                                         | 87                        | 0,45                      |                          |                          |
|                                                                                     | Rezk Shehata Divers                                                     | 72                        | 0,37                      |                          |                          |
|                                                                                     | Éric Andraud Extrême gauche (Parti ouvrier indépendant démocratique)    | 49                        | 0,25                      |                          |                          |
| Source : Ministère de l'Intérieur - Sixième circonscription de la Seine-Saint-Denis |                                                                         |                           |                           |                          |                          |

#### Septième circonscription
Député sortant : Razzy Hammadi (Parti socialiste).
|                                                                                      |                                                                         |                           |                           |                          |                          |
|                                                                                      |                                                                         | Premier tour 11 juin 2017 | Premier tour 11 juin 2017 | Second tour 18 juin 2017 | Second tour 18 juin 2017 |
|                                                                                      |                                                                         |                           |                           |                          |                          |
|                                                                                      |                                                                         | Nombre                    | % des inscrits            | Nombre                   | % des inscrits           |
| Inscrits                                                                             | Inscrits                                                                | 76 062                    | 100,00                    | 76 062                   | 100,00                   |
| Abstentions                                                                          | Abstentions                                                             | 41 990                    | 55,20                     | 45 881                   | 60,32                    |
| Votants                                                                              | Votants                                                                 | 34 072                    | 44,80                     | 30 181                   | 39,68                    |
|                                                                                      |                                                                         |                           | % des votants             |                          | % des votants            |
| Bulletins blancs                                                                     | Bulletins blancs                                                        | 487                       | 1,43                      | 1 676                    | 5,55                     |
| Bulletins nuls                                                                       | Bulletins nuls                                                          | 127                       | 0,37                      | 447                      | 1,48                     |
| Suffrages exprimés                                                                   | Suffrages exprimés                                                      | 33 458                    | 98,20                     | 28 058                   | 92,97                    |
|                                                                                      |                                                                         |                           |                           |                          |                          |
| Candidat Étiquette politique (partis et alliances)                                   | Candidat Étiquette politique (partis et alliances)                      | Voix                      | % des exprimés            | Voix                     | % des exprimés           |
|                                                                                      |                                                                         |                           |                           |                          |                          |
|                                                                                      | Halima Menhoudj La République en marche                                 | 8 264                     | 24,70                     | 11 812                   | 42,10                    |
|                                                                                      | Alexis Corbière La France insoumise                                     | 7 226                     | 21,60                     | 16 246                   | 57,90                    |
|                                                                                      | Gaylord Le Chequer Parti communiste français                            | 3 363                     | 10,05                     |                          |                          |
|                                                                                      | Razzy Hammadi (député sortant) Parti socialiste                         | 3 297                     | 9,85                      |                          |                          |
|                                                                                      | Pierre Serne Europe Écologie Les Verts                                  | 2 717                     | 8,12                      |                          |                          |
|                                                                                      | Jean-Pierre Brard Divers gauche (Ma Ville, j'y crois)                   | 2 208                     | 6,60                      |                          |                          |
|                                                                                      | Manon Laporte Les Républicains (Union des démocrates et indépendants)   | 2 115                     | 6,32                      |                          |                          |
|                                                                                      | Sébastien Jolivet Front national                                        | 1 607                     | 4,80                      |                          |                          |
|                                                                                      | Thierry Porro Écologiste (Parti animaliste)                             | 406                       | 1,21                      |                          |                          |
|                                                                                      | Marie-Ange Donadieu Divers (#MaVoix)                                    | 357                       | 1,07                      |                          |                          |
|                                                                                      | Sylvette Minnaert Extrême gauche (Nouveau Parti anticapitaliste)        | 262                       | 0,78                      |                          |                          |
|                                                                                      | Hugues Leforestier Divers gauche (Nouvelle Donne)                       | 240                       | 0,72                      |                          |                          |
|                                                                                      | Geneviève Reimeringer Lutte ouvrière                                    | 228                       | 0,68                      |                          |                          |
|                                                                                      | Majid Lagnaoui Divers (Union populaire républicaine)                    | 213                       | 0,64                      |                          |                          |
|                                                                                      | Jérôme Micucci Divers (Parti pirate)                                    | 195                       | 0,58                      |                          |                          |
|                                                                                      | Jimmy Parat Divers (Français et musulmans)                              | 192                       | 0,57                      |                          |                          |
|                                                                                      | Vincent Glenn Divers                                                    | 166                       | 0,50                      |                          |                          |
|                                                                                      | Claudine Antonini Écologiste (Alliance écologiste indépendante)         | 164                       | 0,49                      |                          |                          |
|                                                                                      | Christel Keiser Extrême gauche (Parti ouvrier indépendant démocratique) | 135                       | 0,40                      |                          |                          |
|                                                                                      | Nadia Belaala Écologiste (Mouvement 100 %)                              | 65                        | 0,19                      |                          |                          |
|                                                                                      | Nathalie Labbe Extrême gauche (Communistes)                             | 38                        | 0,11                      |                          |                          |
| Source : Ministère de l'Intérieur - Septième circonscription de la Seine-Saint-Denis |                                                                         |                           |                           |                          |                          |

#### Huitième circonscription
Député sortant : Élisabeth Pochon (Parti socialiste).
|                                                                                      |                                                                           |                           |                           |                          |                          |
|                                                                                      |                                                                           | Premier tour 11 juin 2017 | Premier tour 11 juin 2017 | Second tour 18 juin 2017 | Second tour 18 juin 2017 |
|                                                                                      |                                                                           |                           |                           |                          |                          |
|                                                                                      |                                                                           | Nombre                    | % des inscrits            | Nombre                   | % des inscrits           |
| Inscrits                                                                             | Inscrits                                                                  | 60 135                    | 100,00                    | 60 133                   | 100,00                   |
| Abstentions                                                                          | Abstentions                                                               | 32 484                    | 54,02                     | 36 856                   | 61,29                    |
| Votants                                                                              | Votants                                                                   | 27 651                    | 45,98                     | 23 277                   | 38,71                    |
|                                                                                      |                                                                           |                           | % des votants             |                          | % des votants            |
| Bulletins blancs                                                                     | Bulletins blancs                                                          | 549                       | 1,99                      | 2 255                    | 9,70                     |
| Bulletins nuls                                                                       | Bulletins nuls                                                            | 86                        | 0,31                      | 413                      | 1,78                     |
| Suffrages exprimés                                                                   | Suffrages exprimés                                                        | 27 016                    | 97,70                     | 20 609                   | 88,52                    |
|                                                                                      |                                                                           |                           |                           |                          |                          |
| Candidat Étiquette politique (partis et alliances)                                   | Candidat Étiquette politique (partis et alliances)                        | Voix                      | % des exprimés            | Voix                     | % des exprimés           |
|                                                                                      |                                                                           |                           |                           |                          |                          |
|                                                                                      | Sylvie Charrière La République en marche                                  | 8 887                     | 32,90                     | 11 635                   | 56,46                    |
|                                                                                      | Patrice Calméjane Les Républicains (Union des démocrates et indépendants) | 5 692                     | 21,07                     | 8 974                    | 43,54                    |
|                                                                                      | Maxence Albespy La France insoumise                                       | 3 741                     | 13,85                     |                          |                          |
|                                                                                      | Alexandra Bourgoin Front national                                         | 2 654                     | 9,82                      |                          |                          |
|                                                                                      | Élisabeth Pochon (députée sortante) Parti socialiste                      | 2 550                     | 9,44                      |                          |                          |
|                                                                                      | Aurélien Berthou Europe Écologie Les Verts                                | 901                       | 3,34                      |                          |                          |
|                                                                                      | Pierre-Olivier Carel Divers                                               | 848                       | 3,14                      |                          |                          |
|                                                                                      | Delphine Zoughebi-Gaillard Parti communiste français                      | 534                       | 1,98                      |                          |                          |
|                                                                                      | Éric Roux Debout la France                                                | 500                       | 1,85                      |                          |                          |
|                                                                                      | Cécile Haumaret Divers (Union populaire républicaine)                     | 192                       | 0,71                      |                          |                          |
|                                                                                      | Ouazzanya Malki Écologiste (Alliance écologiste indépendante)             | 167                       | 0,62                      |                          |                          |
|                                                                                      | Grégory Tobeilem Lutte ouvrière                                           | 152                       | 0,56                      |                          |                          |
|                                                                                      | Benjamin Jaouani Divers droite (La France qui ose)                        | 133                       | 0,49                      |                          |                          |
|                                                                                      | Alexandre Lalouf Divers (Allons enfants !)                                | 65                        | 0,24                      |                          |                          |
| Source : Ministère de l'Intérieur - Huitième circonscription de la Seine-Saint-Denis |                                                                           |                           |                           |                          |                          |

#### Neuvième circonscription
Député sortant : Claude Bartolone (Parti socialiste).
|                                                                                      | |                           |                           |                          |                          |
|                                                                                      | | Premier tour 11 juin 2017 | Premier tour 11 juin 2017 | Second tour 18 juin 2017 | Second tour 18 juin 2017 |
|                                                                                      | |                           |                           |                          |                          |
|                                                                                      | | Nombre                    | % des inscrits            | Nombre                   | % des inscrits           |
| Inscrits                                                                             | Inscrits                                                                                              | 70 280                    | 100,00                    | 70 180                   | 100,00                   |
| Abstentions                                                                          | Abstentions                                                                                           | 41 199                    | 58,62                     | 44 233                   | 63,03                    |
| Votants                                                                              | Votants                                                                                               | 29 081                    | 41,38                     | 25 947                   | 36,97                    |
|                                                                                      | |                           | % des votants             |                          | % des votants            |
| Bulletins blancs                                                                     | Bulletins blancs                                                                                      | 470                       | 1,62                      | 1 414                    | 5,45                     |
| Bulletins nuls                                                                       | Bulletins nuls                                                                                        | 184                       | 0,63                      | 553                      | 2,13                     |
| Suffrages exprimés                                                                   | Suffrages exprimés                                                                                    | 28 427                    | 97,75                     | 23 980                   | 92,42                    |
|                                                                                      | |                           |                           |                          |                          |
| Candidat Étiquette politique (partis et alliances)                                   | Candidat Étiquette politique (partis et alliances)                                                    | Voix                      | % des exprimés            | Voix                     | % des exprimés           |
|                                                                                      | |                           |                           |                          |                          |
|                                                                                      | Jeanne Dromard La République en marche                                                                | 8 993                     | 31,64                     | 11 447                   | 47,74                    |
|                                                                                      | Sabine Rubin La France insoumise                                                                      | 5 404                     | 19,01                     | 12 533                   | 52,26                    |
|                                                                                      | Daniel Guiraud Parti socialiste                                                                       | 4 580                     | 16,11                     |                          |                          |
|                                                                                      | Natacha Ferreira Front national                                                                       | 2 693                     | 9,47                      |                          |                          |
|                                                                                      | Sofia Dauvergne Parti communiste français                                                             | 1 936                     | 6,81                      |                          |                          |
|                                                                                      | Dominique Busson Europe Écologie Les Verts                                                            | 1 644                     | 5,78                      |                          |                          |
|                                                                                      | Sonia Bakhti Alout Union des démocrates et indépendants (Les Républicains)                            | 1 245                     | 4,38                      |                          |                          |
|                                                                                      | Alexandre Jennan Divers (Union populaire républicaine)                                                | 411                       | 1,45                      |                          |                          |
|                                                                                      | Valérie Caudron Écologiste (Parti citoyen pour les animaux)                                           | 384                       | 1,35                      |                          |                          |
|                                                                                      | Karim Amazouz Parti radical de gauche (Union des démocrates et des écologistes - Génération écologie) | 368                       | 1,29                      |                          |                          |
|                                                                                      | Jean-Paul Burot Lutte ouvrière                                                                        | 310                       | 1,09                      |                          |                          |
|                                                                                      | Myriam Hossain Extrême gauche (Parti ouvrier indépendant démocratique)                                | 221                       | 0,78                      |                          |                          |
|                                                                                      | Toby Frajerman Divers (Régions et peuples solidaires)                                                 | 148                       | 0,52                      |                          |                          |
|                                                                                      | Ilknur Cinar Divers (Parti égalité et justice)                                                        | 90                        | 0,32                      |                          |                          |
| Source : Ministère de l'Intérieur - Neuvième circonscription de la Seine-Saint-Denis | |                           |                           |                          |                          |

#### Dixième circonscription
Député sortant : Daniel Goldberg (Parti socialiste).
|                                                                                     |                                                                         |                           |                           |                          |                          |
|                                                                                     |                                                                         | Premier tour 11 juin 2017 | Premier tour 11 juin 2017 | Second tour 18 juin 2017 | Second tour 18 juin 2017 |
|                                                                                     |                                                                         |                           |                           |                          |                          |
|                                                                                     |                                                                         | Nombre                    | % des inscrits            | Nombre                   | % des inscrits           |
| Inscrits                                                                            | Inscrits                                                                | 68 700                    | 100,00                    | 68 698                   | 100,00                   |
| Abstentions                                                                         | Abstentions                                                             | 42 826                    | 62,34                     | 46 393                   | 67,53                    |
| Votants                                                                             | Votants                                                                 | 25 874                    | 37,66                     | 22 305                   | 32,47                    |
|                                                                                     |                                                                         |                           | % des votants             |                          | % des votants            |
| Bulletins blancs                                                                    | Bulletins blancs                                                        | 535                       | 2,07                      | 1 879                    | 8,42                     |
| Bulletins nuls                                                                      | Bulletins nuls                                                          | 165                       | 0,64                      | 643                      | 2,88                     |
| Suffrages exprimés                                                                  | Suffrages exprimés                                                      | 25 174                    | 97,29                     | 19 783                   | 88,69                    |
|                                                                                     |                                                                         |                           |                           |                          |                          |
| Candidat Étiquette politique (partis et alliances)                                  | Candidat Étiquette politique (partis et alliances)                      | Voix                      | % des exprimés            | Voix                     | % des exprimés           |
|                                                                                     |                                                                         |                           |                           |                          |                          |
|                                                                                     | Billel Ouadah La République en marche                                   | 7 210                     | 28,64                     | 9 313                    | 47,08                    |
|                                                                                     | Alain Ramadier Les Républicains (Union des démocrates et indépendants)  | 5 578                     | 22,16                     | 10 470                   | 52,92                    |
|                                                                                     | Ambre Froment La France insoumise                                       | 3 950                     | 15,69                     |                          |                          |
|                                                                                     | Daniel Goldberg (député sortant) Parti socialiste                       | 3 629                     | 14,42                     |                          |                          |
|                                                                                     | Huguette Fatna Front national                                           | 2 358                     | 9,37                      |                          |                          |
|                                                                                     | Jean-Marie Touzin Parti communiste français                             | 749                       | 2,98                      |                          |                          |
|                                                                                     | François Asselineau Divers (Union populaire républicaine)               | 710                       | 2,82                      |                          |                          |
|                                                                                     | Emmanuelle Bosviel Debout la France                                     | 452                       | 1,80                      |                          |                          |
|                                                                                     | Gaëtan Minardi Lutte ouvrière                                           | 286                       | 1,14                      |                          |                          |
|                                                                                     | Dominique Vidal Extrême gauche (Parti ouvrier indépendant démocratique) | 142                       | 0,56                      |                          |                          |
|                                                                                     | Maxime Kundid Divers (Allons enfants !)                                 | 110                       | 0,44                      |                          |                          |
| Source : Ministère de l'Intérieur - Dixième circonscription de la Seine-Saint-Denis |                                                                         |                           |                           |                          |                          |

#### Onzième circonscription
Député sortant : François Asensi (Parti communiste français).
|                                                                                     |                                                                                |                           |                           |                          |                          |
|                                                                                     |                                                                                | Premier tour 11 juin 2017 | Premier tour 11 juin 2017 | Second tour 18 juin 2017 | Second tour 18 juin 2017 |
|                                                                                     |                                                                                |                           |                           |                          |                          |
|                                                                                     |                                                                                | Nombre                    | % des inscrits            | Nombre                   | % des inscrits           |
| Inscrits                                                                            | Inscrits                                                                       | 62 665                    | 100,00                    | 62 665                   | 100,00                   |
| Abstentions                                                                         | Abstentions                                                                    | 40 713                    | 64,97                     | 42 972                   | 68,57                    |
| Votants                                                                             | Votants                                                                        | 21 952                    | 35,03                     | 19 693                   | 31,43                    |
|                                                                                     |                                                                                |                           | % des votants             |                          | % des votants            |
| Bulletins blancs                                                                    | Bulletins blancs                                                               | 364                       | 1,66                      | 857                      | 4,35                     |
| Bulletins nuls                                                                      | Bulletins nuls                                                                 | 148                       | 0,67                      | 418                      | 2,12                     |
| Suffrages exprimés                                                                  | Suffrages exprimés                                                             | 21 440                    | 97,67                     | 18 418                   | 93,53                    |
|                                                                                     |                                                                                |                           |                           |                          |                          |
| Candidat Étiquette politique (partis et alliances)                                  | Candidat Étiquette politique (partis et alliances)                             | Voix                      | % des exprimés            | Voix                     | % des exprimés           |
|                                                                                     |                                                                                |                           |                           |                          |                          |
|                                                                                     | Clémentine Autain Ensemble ! (La France insoumise - Parti communiste français) | 7 977                     | 37,21                     | 10 962                   | 59,52                    |
|                                                                                     | Elsa Wanlin La République en marche                                            | 6 062                     | 28,27                     | 7 456                    | 40,48                    |
|                                                                                     | Marie Mavande Front national                                                   | 3 080                     | 14,37                     |                          |                          |
|                                                                                     | Christine Perron Les Républicains (Union des démocrates et indépendants)       | 2 113                     | 9,86                      |                          |                          |
|                                                                                     | Laurent Chantrelle Parti socialiste                                            | 678                       | 3,16                      |                          |                          |
|                                                                                     | Céline Fréby Europe Écologie Les Verts                                         | 580                       | 2,71                      |                          |                          |
|                                                                                     | Kadri Said Divers (Union populaire républicaine)                               | 261                       | 1,22                      |                          |                          |
|                                                                                     | Isabelle Couffin-Guérin Lutte ouvrière                                         | 196                       | 0,91                      |                          |                          |
|                                                                                     | Salima Yenbou Écologiste (Mouvement 100 % - Alliance écologiste indépendante)  | 186                       | 0,87                      |                          |                          |
|                                                                                     | Daniel Kpodé Divers (Mouvement républicain et citoyen)                         | 157                       | 0,73                      |                          |                          |
|                                                                                     | Micheline Guillemette Extrême gauche (Parti ouvrier indépendant démocratique)  | 150                       | 0,70                      |                          |                          |
| Source : Ministère de l'Intérieur - Onzième circonscription de la Seine-Saint-Denis |                                                                                |                           |                           |                          |                          |

#### Douzième circonscription
Député sortant : Pascal Popelin (Parti socialiste).
|                                                                                      |                                                                      |                           |                           |                          |                          |
|                                                                                      |                                                                      | Premier tour 11 juin 2017 | Premier tour 11 juin 2017 | Second tour 18 juin 2017 | Second tour 18 juin 2017 |
|                                                                                      |                                                                      |                           |                           |                          |                          |
|                                                                                      |                                                                      | Nombre                    | % des inscrits            | Nombre                   | % des inscrits           |
| Inscrits                                                                             | Inscrits                                                             | 64 794                    | 100,00                    | 64 794                   | 100,00                   |
| Abstentions                                                                          | Abstentions                                                          | 38 520                    | 59,45                     | 43 339                   | 66,89                    |
| Votants                                                                              | Votants                                                              | 26 274                    | 40,55                     | 21 455                   | 33,11                    |
|                                                                                      |                                                                      |                           | % des votants             |                          | % des votants            |
| Bulletins blancs                                                                     | Bulletins blancs                                                     | 348                       | 1,32                      | 1 654                    | 7,70                     |
| Bulletins nuls                                                                       | Bulletins nuls                                                       | 131                       | 0,50                      | 563                      | 2,65                     |
| Suffrages exprimés                                                                   | Suffrages exprimés                                                   | 25 795                    | 98,18                     | 19 238                   | 89,65                    |
|                                                                                      |                                                                      |                           |                           |                          |                          |
| Candidat Étiquette politique (partis et alliances)                                   | Candidat Étiquette politique (partis et alliances)                   | Voix                      | % des exprimés            | Voix                     | % des exprimés           |
|                                                                                      |                                                                      |                           |                           |                          |                          |
|                                                                                      | Stéphane Testé La République en marche                               | 8 730                     | 33,84                     | 10 196                   | 53                       |
|                                                                                      | Ludovic Toro Union des démocrates et indépendants (Les Républicains) | 5 078                     | 19,69                     | 9 042                    | 47                       |
|                                                                                      | Jordan Bardella Front national                                       | 3 886                     | 15,06                     |                          |                          |
|                                                                                      | Juan Branco La France insoumise                                      | 3 596                     | 13,94                     |                          |                          |
|                                                                                      | Samira Tayebi-Bouhout Parti socialiste                               | 2 028                     | 7,86                      |                          |                          |
|                                                                                      | François Cochain Parti communiste français                           | 640                       | 2,48                      |                          |                          |
|                                                                                      | Ginette Contrastin Europe Écologie Les Verts                         | 639                       | 2,48                      |                          |                          |
|                                                                                      | Michelle Bosviel Debout la France                                    | 446                       | 1,73                      |                          |                          |
|                                                                                      | Sarra Mozdari Divers Union populaire républicaine)                   | 250                       | 0,97                      |                          |                          |
|                                                                                      | Rosan Hurtus Écologiste (Mouvement 100 %)                            | 193                       | 0,75                      |                          |                          |
|                                                                                      | Sullivan Munoz Lutte ouvrière                                        | 184                       | 0,71                      |                          |                          |
|                                                                                      | Jean-Neel Xanthopoulos Divers (Allons enfants !)                     | 64                        | 0,25                      |                          |                          |
|                                                                                      | Frédéric Mercier Divers gauche                                       | 61                        | 0,24                      |                          |                          |
| Source : Ministère de l'Intérieur - Douzième circonscription de la Seine-Saint-Denis |                                                                      |                           |                           |                          |                          |